# Кёлиш, Антон
Антон Кёлиш (нем. Anton Georg Köllisch; 16 марта 1888—1916) — немецкий химик. Наиболее известен тем, что синтезировал химический препарат MDMA (он же «экстази»), который предполагалось использовать как кровоостанавливающее средство. Патент на технологический процесс, где этот препарат был представлен как промежуточное звено при синтезе гидрастинина, был подан на сочельник 1912 г., и был выдан 16 мая 1914 года.

## Биография
Кёлиш защитил диссертацию в 1911 под руководством Эмиля Фишера в университете Берлина и начал работать с Отто Дильсом.
С 1 октября он начал свою деятельность в качестве химика при фармацевтической и химической компании «Мерк» в Дармштадте, исследуя синтез гидрастинина и метилгидрастинина. Его целью было найти технологию синтеза гидрастинина — лучшего гемостатического агента на тот момент, — которая обходила бы патент компании «Bayer», главного конкурента работодателя.
Погиб в сентябре 1916 года солдатом Первой мировой войны, не имея представления, какое влияние окажет синтез этого препарата.